# 凤子

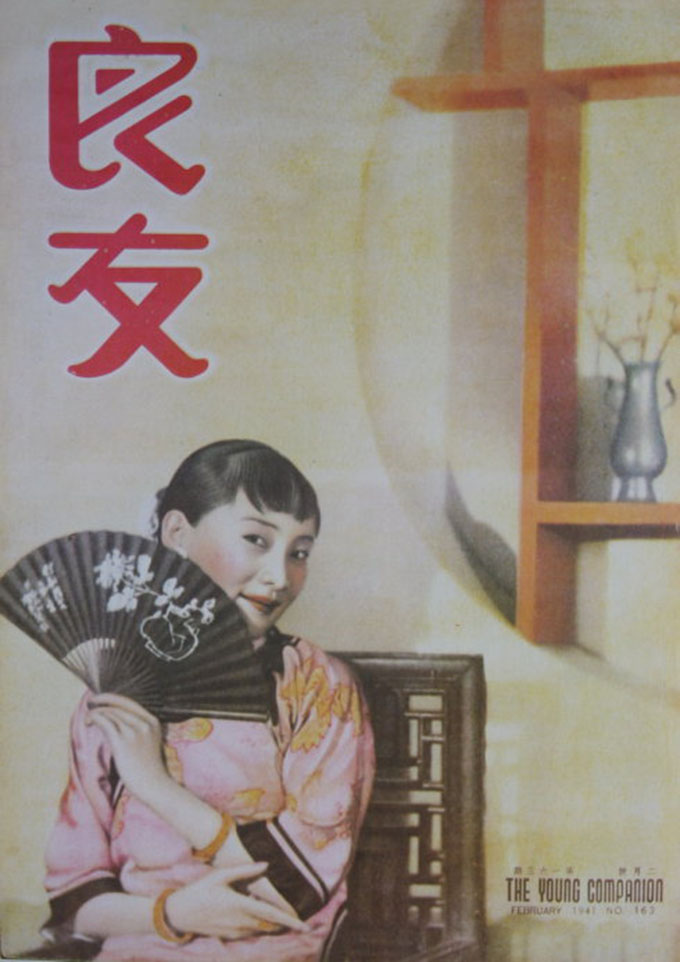
凤子在《良友》杂志封面

凤子（1912年—1996年），原名封季壬，笔名禾子、封禾子等，女，广西容县人，生于湖北武昌，中国话剧演员、作家、编辑、戏剧评论家，中国戏剧家协会理事。